# Station Bogaczewo
Station Bogaczewo is een spoorwegstation in de Poolse plaats Bogaczewo.